# Giovanni I di Norimberga
Giovanni I (XIII secolo – 1300) fu burgravio di Norimberga della dinastia degli Hohenzollern.

## Biografia
Era figlio di Federico III di Norimberga e di Elena di Sassonia.
Nominato burgravio di Norimberga alla morte del padre nel 1297, non si sposò e non ebbe eredi quindi, alla sua morte, gli succedette il fratello Federico IV.